# Отправление на поезде из Иерусалима
«Отправление на поезде из Иерусалима» (второе название — «Иерусалим из поезда», фр. Départ de Jérusalem en chemin de fer) — немой короткометражный фильм Луи Люмьера. Премьера состоялась в 1897 году.

## Сюжет
Поезд отправляется с железнодорожной станции Иерусалима. По ходу движения он проезжает мимо различных групп людей — сначала мимо европейцев, затем палестинских арабов и, наконец, мимо палестинских евреев. Представители этих групп населения отличаются между собой практически во всём, включая одежду, головные уборы и причёски. Кроме станции, на заднем плане видны только руины, полуразрушенные стены и ничего больше.